# Parabronematinae
Die Parabronematinae sind eine Unterfamilie der Rollschwänze mit zehn Arten. Sie sind Parasiten bei Säugetieren.

## Merkmale
Parabronematinae sind Habronematidae bei denen das Anheftungsorgan aus Strängen besteht die aus Kutikula-Schilden entspringen.

## Systematik
Zur Unterfamilie gehören zwei Gattungen:
- Okapinema Ivaschkin, 1960
- Parabronema Baylis, 1921